# Yuri Kuklachov
assinatura
Yuri Dmitrievich Kuklachyov (em russo:  Ю́рий Дми́триевич Куклачёв; Khimki, 12 de abril de 1949) é um palhaço soviético e russo que recebeu o título de Artista do Povo da RSFSR (1986). Ele é conhecido por seu trabalho com gatos.